# Grand Prix Formule 1 van Singapore 2019
De Grand Prix Formule 1 van Singapore 2019 werd gehouden op 22 september op het Marina Bay Street Circuit. Het was de vijftiende race van het kampioenschap.

## Vrije trainingen
- Er wordt enkel de top-5 weergegeven.

| Vrije training 1 | Pos | No | Coureur          | Constructeur   | Tijd     |
| ---------------- | --- | -- | ---------------- | -------------- | -------- |
| Vrije training 1 | 1   | 33 | Max Verstappen   | Red Bull-Honda | 1:40.259 |
| Vrije training 1 | 2   | 5  | Sebastian Vettel | Ferrari        | 1:40.426 |
| Vrije training 1 | 3   | 44 | Lewis Hamilton   | Mercedes       | 1:40.925 |
| Vrije training 1 | 4   | 77 | Valtteri Bottas  | Mercedes       | 1:41.336 |
| Vrije training 1 | 5   | 23 | Alexander Albon  | Red Bull-Honda | 1:41.467 |
| Vrije training 2 | Pos | No | Coureur          | Constructeur   | Tijd     |
| Vrije training 2 | 1   | 44 | Lewis Hamilton   | Mercedes       | 1:38.773 |
| Vrije training 2 | 2   | 33 | Max Verstappen   | Red Bull-Honda | 1:38.957 |
| Vrije training 2 | 3   | 5  | Sebastian Vettel | Ferrari        | 1:39.591 |
| Vrije training 2 | 4   | 77 | Valtteri Bottas  | Mercedes       | 1:39.894 |
| Vrije training 2 | 5   | 23 | Alexander Albon  | Red Bull-Honda | 1:39.943 |
| Vrije training 3 | Pos | No | Coureur          | Constructeur   | Tijd     |
| Vrije training 3 | 1   | 16 | Charles Leclerc  | Ferrari        | 1:38.192 |
| Vrije training 3 | 2   | 44 | Lewis Hamilton   | Mercedes       | 1:38.399 |
| Vrije training 3 | 3   | 5  | Sebastian Vettel | Ferrari        | 1:38.811 |
| Vrije training 3 | 4   | 77 | Valtteri Bottas  | Mercedes       | 1:38.885 |
| Vrije training 3 | 5   | 23 | Alexander Albon  | Red Bull-Honda | 1:39.258 |

## Kwalificatie
Charles Leclerc behaalde voor Ferrari zijn vijfde pole position van het seizoen. Mercedes-coureur Lewis Hamilton zette de tweede tijd neer, voor Ferrari-rijder Sebastian Vettel. Max Verstappen kwalificeerde zich voor Red Bull als vierde, voor Valtteri Bottas in de Mercedes en de Red Bull van Alexander Albon. McLaren-coureur Carlos Sainz jr. kwalificeerde zich als zevende, voor het Renault-duo Daniel Ricciardo en Nico Hülkenberg. Lando Norris sloot voor McLaren de top 10 af.

### Kwalificatie-uitslag
| Pos                 | No | Coureur            | Constructeur              | Q1       | Q2       | Q3       | Grid |
| ------------------- | -- | ------------------ | ------------------------- | -------- | -------- | -------- | ---- |
| 1                   | 16 | Charles Leclerc    | Ferrari                   | 1:38.014 | 1:36.650 | 1:36.217 | 1    |
| 2                   | 44 | Lewis Hamilton     | Mercedes                  | 1:37.565 | 1:36.933 | 1:36.408 | 2    |
| 3                   | 5  | Sebastian Vettel   | Ferrari                   | 1:38.374 | 1:36.720 | 1:36.437 | 3    |
| 4                   | 33 | Max Verstappen     | Red Bull-Honda            | 1:38.540 | 1:37.089 | 1:36.813 | 4    |
| 5                   | 77 | Valtteri Bottas    | Mercedes                  | 1:37.317 | 1:37.142 | 1:37.146 | 5    |
| 6                   | 23 | Alexander Albon    | Red Bull-Honda            | 1:39.106 | 1:37.865 | 1:37.411 | 6    |
| 7                   | 55 | Carlos Sainz jr.   | McLaren-Renault           | 1:38.882 | 1:37.982 | 1:37.818 | 7    |
| 8                   | 27 | Nico Hülkenberg    | Renault                   | 1:39.001 | 1:38.580 | 1:38.264 | 8    |
| 9                   | 4  | Lando Norris       | McLaren-Renault           | 1:38.606 | 1:37.572 | 1:38.329 | 9    |
| 10                  | 11 | Sergio Pérez       | Racing Point-BWT Mercedes | 1:39.909 | 1:38.620 |          | 15   |
| 11                  | 99 | Antonio Giovinazzi | Alfa Romeo-Ferrari        | 1:39.272 | 1:38.697 |          | 10   |
| 12                  | 10 | Pierre Gasly       | Toro Rosso-Honda          | 1:39.085 | 1:38.699 |          | 11   |
| 13                  | 7  | Kimi Räikkönen     | Alfa Romeo-Ferrari        | 1:39.454 | 1:38.858 |          | 12   |
| 14                  | 20 | Kevin Magnussen    | Haas-Ferrari              | 1:39.942 | 1:39.650 |          | 13   |
| 15                  | 26 | Daniil Kvjat       | Toro Rosso-Honda          | 1:39.957 |          |          | 14   |
| 16                  | 18 | Lance Stroll       | Racing Point-BWT Mercedes | 1:39.979 |          |          | 16   |
| 17                  | 8  | Romain Grosjean    | Haas-Ferrari              | 1:40.277 |          |          | 17   |
| 18                  | 63 | George Russell     | Williams-Mercedes         | 1:40.867 |          |          | 18   |
| 19                  | 88 | Robert Kubica      | Williams-Mercedes         | 1:41.186 |          |          | 19   |
| 107% tijd: 1:44.129 |    |                    |                           |          |          |          |      |
| DSQ                 | 3  | Daniel Ricciardo   | Renault                   | 1:39.362 | 1:38.399 | 1:38.095 | 20   |

Notities
1. ↑  Sergio Pérez moest voorafgaand aan de kwalificatie de versnellingsbak van zijn auto vervangen. Aangezien dit gebeurde voordat het onderdeel gedurende zes opeenvolgende raceweekenden was gebruikt, ontving hij hiervoor een gridstraf van vijf startplaatsen.
2. ↑  Daniel Ricciardo kwalificeerde zich oorspronkelijk als achtste, maar werd geschrapt uit de kwalificatie-uitslag omdat hij tijdens de kwalificatie te veel vermogen uit zijn motor haalde. Hierdoor had hij zich officieel niet gekwalificeerd. Hij mag de race wel van start gaan omdat hij tijdens de vrije trainingen tijden had gereden die snel genoeg waren.

## Wedstrijd
De race werd gewonnen door Sebastian Vettel, die door een betere strategie (een vroegere pitstop) zijn teamgenoot Charles Leclerc wist te verslaan. Het was zijn enige zege van het seizoen. Max Verstappen eindigde als derde door nipt Lewis Hamilton voor te blijven. Valtteri Bottas en Alexander Albon eindigden als vijfde en zesde. Lando Norris finishte op de zevende plaats, kort voor Toro Rosso-rijder Pierre Gasly. De top 10 werd afgesloten door Nico Hülkenberg en Alfa Romeo-coureur Antonio Giovinazzi.

### Race-uitslag
| Pos. | No. | Coureur            | Constructeur              | Rondes | Tijd/Oorzaak uitval | Grid | Punten |
| ---- | --- | ------------------ | ------------------------- | ------ | ------------------- | ---- | ------ |
| 1    | 5   | Sebastian Vettel   | Ferrari                   | 61     | 1:58:33.667         | 3    | 25     |
| 2    | 16  | Charles Leclerc    | Ferrari                   | 61     | +2.641              | 1    | 18     |
| 3    | 33  | Max Verstappen     | Red Bull-Honda            | 61     | +3.821              | 4    | 15     |
| 4    | 44  | Lewis Hamilton     | Mercedes                  | 61     | +4.608              | 2    | 12     |
| 5    | 77  | Valtteri Bottas    | Mercedes                  | 61     | +6.119              | 5    | 10     |
| 6    | 23  | Alexander Albon    | Red Bull-Honda            | 61     | +11.663             | 6    | 8      |
| 7    | 4   | Lando Norris       | McLaren-Renault           | 61     | +14.769             | 9    | 6      |
| 8    | 10  | Pierre Gasly       | Toro Rosso-Honda          | 61     | +15.547             | 11   | 4      |
| 9    | 27  | Nico Hülkenberg    | Renault                   | 61     | +16.718             | 8    | 2      |
| 10   | 99  | Antonio Giovinazzi | Alfa Romeo-Ferrari        | 61     | +27.855 *           | 10   | 1      |
| 11   | 8   | Romain Grosjean    | Haas-Ferrari              | 61     | +35.436             | 17   |        |
| 12   | 55  | Carlos Sainz jr.   | McLaren-Renault           | 61     | +35.974             | 7    |        |
| 13   | 18  | Lance Stroll       | Racing Point-BWT Mercedes | 61     | +36.419             | 16   |        |
| 14   | 3   | Daniel Ricciardo   | Renault                   | 61     | +37.660             | 20   |        |
| 15   | 26  | Daniil Kvjat       | Toro Rosso-Honda          | 61     | +38.178             | 14   |        |
| 16   | 88  | Robert Kubica      | Williams-Mercedes         | 61     | +47.024             | 19   |        |
| 17   | 20  | Kevin Magnussen    | Haas-Ferrari              | 61     | +1:26.522           | 13   | S      |
| DNF  | 7   | Kimi Räikkönen     | Alfa Romeo-Ferrari        | 49     | Ongeluk             | 12   |        |
| DNF  | 11  | Sergio Pérez       | Racing Point-BWT Mercedes | 42     | Olielek             | 15   |        |
| DNF  | 63  | George Russell     | Williams-Mercedes         | 34     | Ongeluk             | 18   |        |

S Kevin Magnussen reed de snelste ronde maar kreeg geen extra punt voor het rijden van de snelste ronde omdat hij niet binnen de top tien eindigde.

* Antonio Giovinazzi ontving een tijdstraf van tien seconden omdat hij te dicht langs een hijskraan reed, die daar stond om een auto weg te takelen.
Notities

## Tussenstanden wereldkampioenschap
Betreft tussenstanden voor het wereldkampioenschap na afloop van de race.

### Coureurs
| Positie | No. | Rijder           | Team             | Punten |
| ------- | --- | ---------------- | ---------------- | ------ |
| 01      | 44  | Lewis Hamilton   | Mercedes         | 296    |
| 02      | 77  | Valtteri Bottas  | Mercedes         | 231    |
| 03      | 16  | Charles Leclerc  | Ferrari          | 200    |
| 04      | 33  | Max Verstappen   | Red Bull-Honda   | 200    |
| 05      | 5   | Sebastian Vettel | Ferrari          | 194    |
| 06      | 10  | Pierre Gasly     | Toro Rosso-Honda | 69     |
| 07      | 55  | Carlos Sainz jr. | McLaren-Renault  | 58     |
| 08      | 23  | Alexander Albon  | Red Bull-Honda   | 42     |
| 09      | 3   | Daniel Ricciardo | Renault          | 34     |
| 10      | 26  | Daniil Kvjat     | Toro Rosso-Honda | 33     |

### Constructeurs
| Positie | Team                      | Punten |
| ------- | ------------------------- | ------ |
| 01      | Mercedes                  | 527    |
| 02      | Ferrari                   | 394    |
| 03      | Red Bull-Honda            | 289    |
| 04      | McLaren-Renault           | 89     |
| 05      | Renault                   | 67     |
| 06      | Toro Rosso-Honda          | 55     |
| 07      | Racing Point-BWT Mercedes | 46     |
| 08      | Alfa Romeo-Ferrari        | 35     |
| 09      | Haas-Ferrari              | 26     |
| 10      | Williams-Mercedes         | 1      |